# Ei(n)fälle
Das studentische Satire-Festival Ei(n)fälle (vormals Ei(n)fälle – Kabaretttreffen der Studiosi) ist ein jährlich stattfindendes Kabarettfestival in Cottbus. Es findet seit 1996 immer im Januar statt und ist das bekannteste Festival für Studentenkabaretts in Deutschland.
Regelmäßige Teilnehmer an den Ei(n)fällen waren die Schwarze Grütze (Potsdam), ROhrSTOCK (Rostock), das Prolästerrat (Magdeburg), Zärtlichkeiten mit Freunden (Riesa), Dietrich & Raab (Rostock), Matthias Ningel (Mainz), die HengstmannBrüder (Magdeburg), Udo Tiffert (Rothenburg an der Neiße), Ingo Börchers (Bielefeld), Tilman Lucke (Berlin) und Michael Feindler (Leipzig).